# 1696 en France
Chronologie de la France
- 1692
- 1693
- 1694
- 1695
- 1696
- 1697
- 1698
- 1699
- 1700

Cette page concerne l’année 1696 du calendrier grégorien.

## Événements
- Mars : édit portant anoblissement, moyennant finances, de plus de 500 personnes choisies parmi les plus distinguées du royaume[1].

- 1er juin : succès de Vendôme contre les Espagnols du prince de Hesse-Darmstadt à Hostalric en Catalogne[2].
- 18 juin : Jean Bart rencontre une flotte hollandaise venant de Baltique sur le Dogger Bank. Il prend cinq vaisseaux de guerre à l’abordage et capture 45 navires de commerce[3].
- 29 juin : traité secret de Turin entre Victor-Amédée II de Savoie et Louis XIV pour la conquête du Milanais[4].

- 19 juillet : déclaration que nul ne peut exercer la médecine s’il n’a pas été reçu docteur en quelque université[5].
- 28 juillet : mort de Charles Colbert de Croissy. Son fils Torcy lui succède aux Affaires étrangères[6].

- 20 août : Noailles, archevêque de Paris, condamne partiellement un ouvrage de Martin de Barcos intitulé l’Exposition de la foi catholique, touchant la grâce et la prédestination. Il réussit ainsi, grâce à l’aide de Bossuet, à esquiver les reproches que lui opposent les féneloniens et les jésuites au sujet de ses sympathies jansénistes[7].
- 29 août : traité de Turin entre la France et la Savoie. Louis XIV restitue tous ses états au duc de Savoie, qui change de camp[8].

- 24 septembre : l’armée franco-piémontaise assiège Valenza[3].

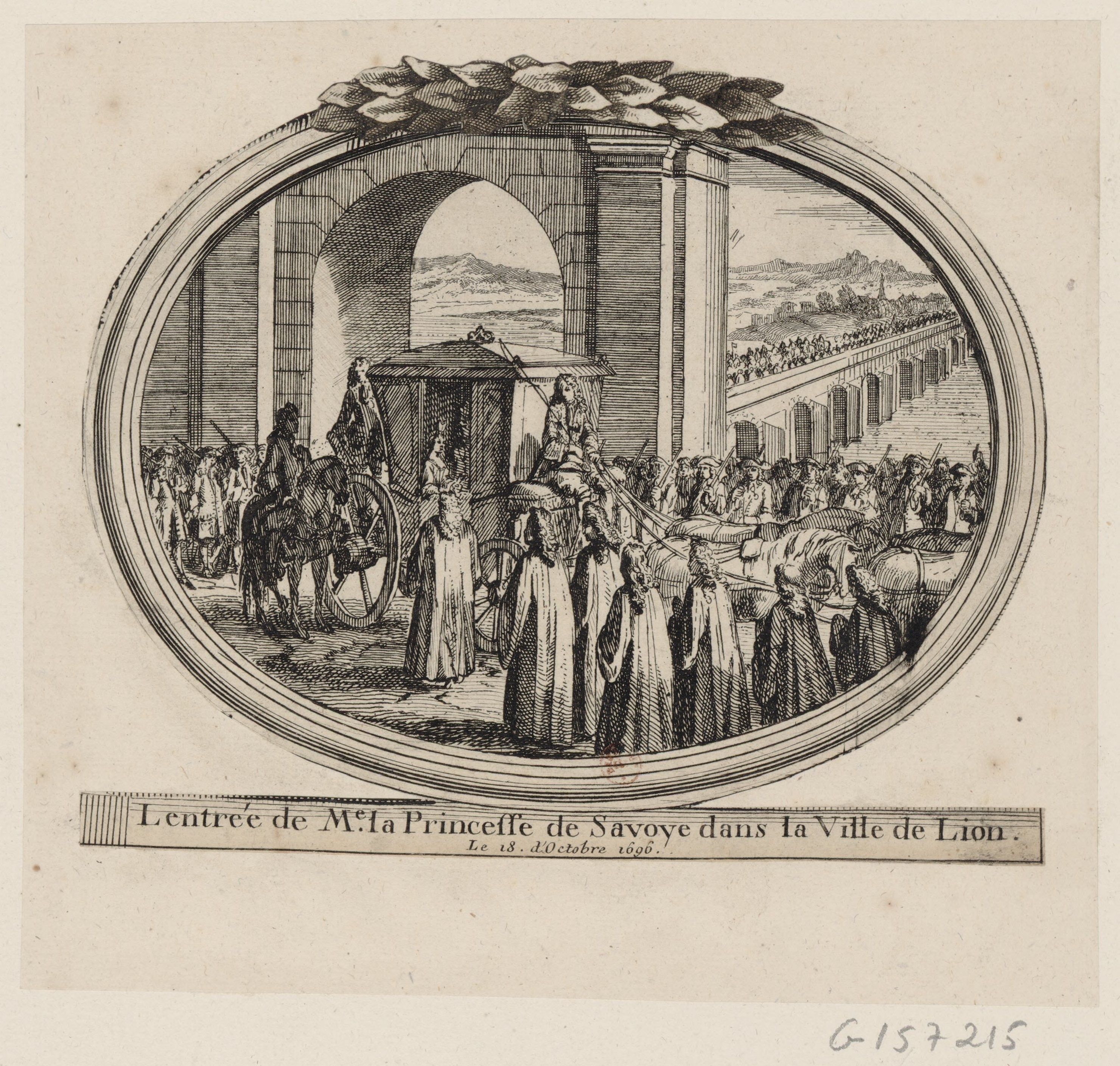
18 octobre : entrée de Mlle la Princesse de Savoie dans la ville de Lyon.

- 4 novembre : le roi reçoit à Montargis la jeune Marie-Adélaïde de Savoie, destinée à épouser le duc de Bourgogne[9].
- 28 novembre : enregistrement de l’édit de création de la maîtrise générale des armoiries, à l’origine de l’Armorial général de France[10].

- Vauban organise un corps des ingénieurs des camps et des armées chargé de l’exécution de cartes de campagne[11].